# Taraji P. Henson

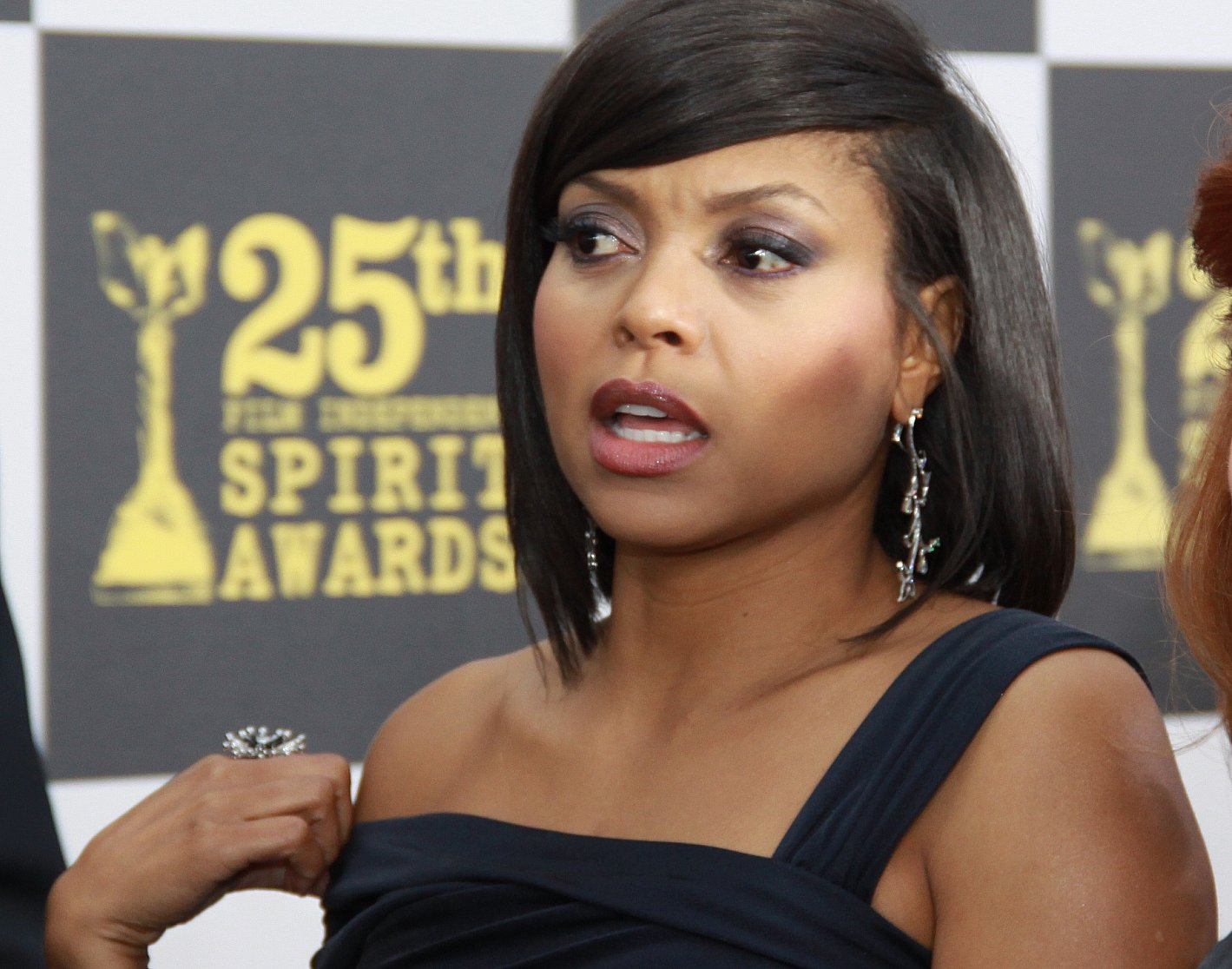
Taraji P. Henson podczas Independent Spirit Awards 2009, 5 marca 2010

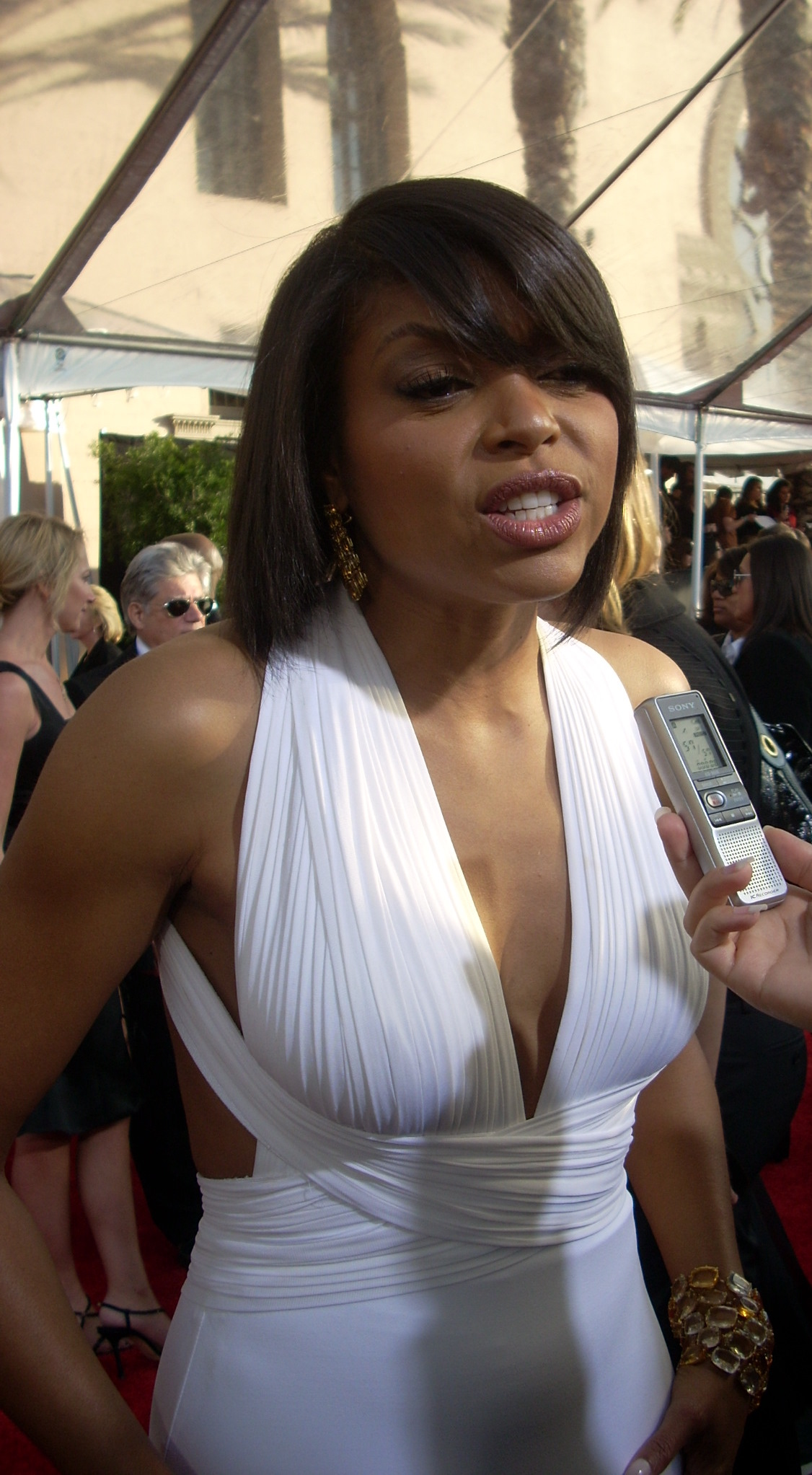
Taraji P. Henson podczas gali rozdania nagród Gildii Aktorów Filmowych w 2009 roku

Taraji Penda Henson  (ur. 11 września 1970 w Waszyngtonie) – amerykańska aktorka i piosenkarka, nominowana do Oscara za rolę drugoplanową w filmie Ciekawy przypadek Benjamina Buttona. Laureatka nagrody Gildii Aktorów Filmowych. Obecnie gwiazda serialu muzycznego Imperium, za który otrzymała Złoty Glob.

## Życiorys

### Lata wczesne
Urodziła się jako córka Bernice, menadżerki domu towarowego Woodward & Lothrop i Borisa Hensona, dozorcy z zawodu. Jej imiona Taraji („nadzieja”) i Penda („miłość”) pochodzą z języka suahili. Taraji uczęszczała do Oxon Hill High School w Oxon Hill. Studiowała początkowo na North Carolina Agricultural and Technical State University, ale przeniosła się na Uniwersytet Howarda, na studia teatralne. Aby opłacić studia Henson pracowała na dwa etaty: jako sekretarka w Pentagonie i śpiewająca kelnerka na statku wycieczkowym.
Taraji Henson ma syna Marcela, który urodził się w 1995 roku. Ojciec dziecka zmarł niespodziewanie w 1997 roku. W 2006 roku zmarł ojciec aktorki.

### Kariera
Jak większość jej koleżanek, Henson zaczynała od roli w serialach takich jak: Ostry dyżur, Jak dwie krople czekolady, CSI: Kryminalne zagadki Las Vegas. Jej pierwszą ważną rolą była Yvette w filmie Baby Boy. Trzy lata później otrzymała angaż do serialu Orły z Bostonu. Za rolę w serialu wraz z całą obsadą otrzymała pierwszą nagrodę Gildii Aktorów Ekranowych. Rok później Henson występuje w filmie Pod prąd u boku Terrence’a Howarda. Film odnosi ogromny sukces, otrzymuje Oscara za najlepszą piosenkę, a sama Henson zdobywa drugą nagrodę Gildii Aktorów Ekranowych, ale również MTV Movie Awards. W 2008 roku występuje w filmie Ciekawy przypadek Benjamina Buttona u boku Brada Pitta, Cate Blanchett i Tildy Swinton. Krytycy po pokazach przedpremierowych wysoko oceniali warsztat Henson. W niedługim czasie Taraji została nominowana do Oscara jako najlepsza aktorka drugoplanowa. Tego samego sezonu uzyskała trzy nominacje do nagrody Gildii Aktorów Ekranowych. Jedną za najlepszą rolę drugoplanową, drugą za najlepszą obsadę filmową (obydwie za film Ciekawy przypadek Benjamina Buttona) i trzecią za najlepszą obsadę w serialu dramatycznym, za kolejny sezon serialu Orły z Bostonu.
Następnie aktorka występuje w komedii Nocna randka ze Steve’em Carellem i Tiną Fey w rolach głównych oraz gra matkę głównego bohatera w filmie akcji Karate Kid. W 2011 roku aktorka pojawia się u boku Toma Hanksa i Julii Roberts w komedii Larry Crowne. Uśmiech losu. Za rolę w filmie telewizyjnym Uprowadzony. Historia Tiffany Rubin, aktorka otrzymuje nominację do nagrody Satelity i nagrody Emmy za najlepszą rolę w miniserialu lub filmie telewizyjnym.
W latach 2011–2013 aktorka występowała również w głównej roli kobiecej w serialu telewizyjnym stacji CBS Impersonalni.

## Filmografia

### Filmy fabularne
- 2018: The Best of Enemies jako Ann Atwater
- 2016: Ukryte działania (Hidden Figures) jako Katherine G. Johnson
- 2016: Term Life jako Samantha Thurman
- 2014: Seasons of Love jako Jackie
- 2014: Obsesja zazdrości (No Good Deed) jako Terry
- 2012: Myśl jak facet (Think Like A Man) jako Lauren
- 2011: From the Rough jako Catana Starks
- 2011: Larry Crowne. Uśmiech losu (Larry Crowne) jako B'Ella
- 2011: Uprowadzony. Historia Tiffany Rubin (Taken from Me: The Tiffany Rubin Story) jako Tiffany Rubin
- 2010: Dobry doktor (The Good Doctor) jako pielęgniarka Theresa
- 2010: Peep World jako Mary
- 2010: Karate Kid (The Karate Kid) jako Sherry Parker
- 2010: Forehead Tittaes
- 2010: Nocna randka (Date Night) jako detektyw Arroyo
- 2010: Once Fallen jako Pearl
- 2009: I Can Do Bad All by Myself jako April
- 2009: Nierozerwalna więź (Not Easily Broken) jako Clarice Clark
- 2009: Hurricane Season jako Dayna Collins
- 2008: Ciekawy przypadek Benjamina Buttona (The Curious Case of Benjamin Button) jako Queenie
- 2008: The Family That Preys jako Pam
- 2007: Mów do mnie (Talk To Me) jako Vernell
- 2006: As w rękawie (Smokin’ Aces) jako Sharice Watters
- 2006: Coś nowego (Something New)
- 2005: Czterej bracia (Four Brothers) jako Camille Mercer
- 2005: Zwierzę (Animal) jako Ramona
- 2005: Pod prąd jako Shug
- 2004: Hair Show jako Tiffany
- 2001: Baby Boy jako Yvette
- 2000: Diabelskie gimnazjum (Satan’s School for Girls) jako Paige

### Seriale telewizyjne
- 2017: Simpsonowie (The Simpsons) jako Praline (głos)
- 2015–2020: Imperium (Empire) jako Loretha „Cookie” Lyon z d. Holloway
- 2011–2015: Impersonalni (Person of Interest) jako detektyw Joss Carter
- 2010: The Cleveland Show jako Chanel
- 2008: Eli Stone jako Angela Scott
- 2004: Orły z Bostonu (Boston Legal) jako Whitney Rome
- 2004: Dr House (House, M.D.) jako Moira
- 2003: All of Us jako Kim
- 2001–2004: Babski oddział (The Division) jako inspektor Raina Washington
- 2000: CSI: Kryminalne zagadki Las Vegas (CSI: Crime Scene Investigation) jako Christina
- 2000: Strong Medicine jako Crysta
- 1998–2002: Felicity jako R.A. #2
- 1997–1999: Inny w klasie (Smart Guy) jako Monique
- 1996–2000: Niebieski Pacyfik (Pacific Blue) jako Rhonda
- 1994–1999: Jak dwie krople czekolady (Sister, Sister) jako Briana
- 1994-2009: Ostry dyżur (ER) jako Patrice Robbins / Elan

## Nagrody
- Złoty Glob Najlepsza aktorka w serialu dramatycznym: 2016 Imperium
- Nagroda Gildii Aktorów Ekranowych Najlepsza obsada w filmie: 2016 Ukryte działania